# Подградина (Поседарје)
Подградина је насељено место у сјеверној Далмацији, у саставу општине Поседарје, у Задарској жупанији, Република Хрватска.

## Историја
До територијалне реорганизације у Хрватској налазила се у саставу старе општине Задар. Подградина се од распада Југославије до јануара 1993. године налазила у Републици Српској Крајини.

## Становништво
На попису становништва 2011. године, Подградина је имала 684 становника.

## Попис 1991.
На попису становништва 1991. године, насељено место Подградина је имало 618 становника, следећег националног састава:
| Попис 1991.‍ | Попис 1991.‍ | Попис 1991.‍ | Попис 1991.‍ | Попис 1991.‍ |
| ----------- | ----------- | ----------- | ----------- | ----------- |
|             |             |             |             |             |
| Хрвати      | Хрвати      |             | 614         | 99,35%      |
| непознато   | непознато   |             | 4           | 0,64%       |
| укупно: 618 |             |             |             |             |